# Jazz w Ruinach

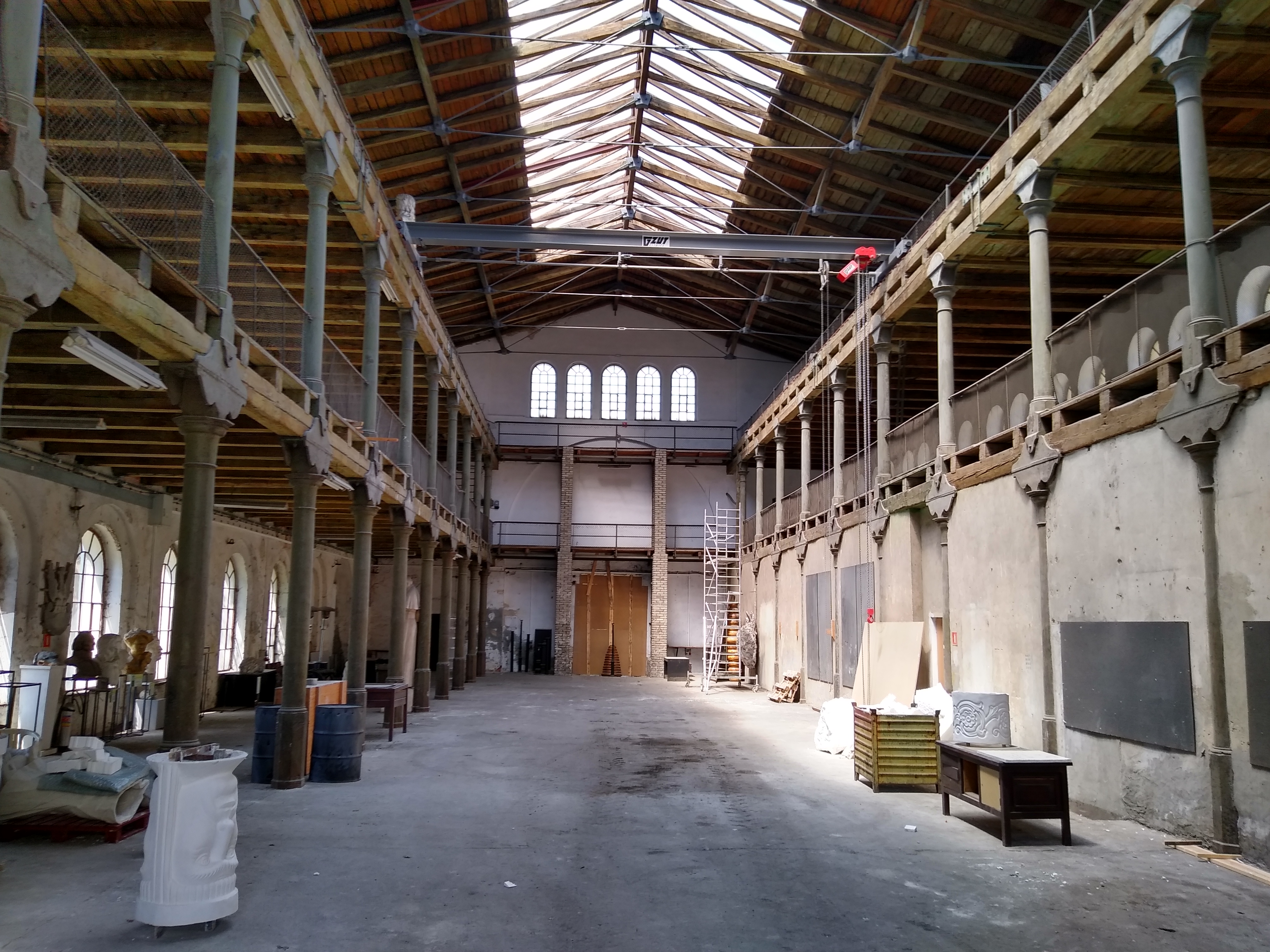
Hala Modeli GZUT – miejsce organizacji festiwalu od 2019 roku.

Międzynarodowy Festiwal Jazz w Ruinach jest organizowany od roku 2004 zawsze na początku sierpnia w miejscach o charakterze historycznym i postindustrialnym w Gliwicach. Organizatorem festiwalu jest Stowarzyszenie Muzyczne Śląski Jazz Club, a pomysłodawcą Mirosław Rakowski. Od 2016 realizatorem festiwalu jest Daniel Ryciak.

## Informacje ogólne
Od roku 2004 do roku 2018 festiwalu odbywał się w przestrzeniach Ruin Teatru Victoria w Gliwicach. Od roku 2019 odbywa się w Hali Modeli GZUT.
Jazz w Ruinach to festiwal młodych wschodzących gwiazd muzyki jazzowej, około jazzowej i improwizowanej, ale także młodych adeptów sztuki graficznej z całego świata. Idea festiwalu to łączenie sztuk, czyli propagowanie nowych twarzy i zjawisk w muzyce improwizowanej, około jazzowej, oraz w sztuce graficznej i sztukach wizualnych. Festiwal ma za zadanie tworzyć platformę porozumienia pomiędzy tymi dziedzinami sztuki, ale także promującą nowe zespoły, zjawiska i brzmienia, a tym samym przedstawiać jak zjawisko pod tytułem „jazz” rozwija się w różnych częściach świata, jak młodzi twórcy rozumieją dzisiaj muzykę improwizowaną i jak hasło „jazz” oddziałuje na młodych twórców sztuk plastycznych i wizualnych.

## Geneza nazwy
Pierwotnie nazwa nawiązywała do pierwszej lokalizacji festiwalu, czyli Ruin Teatru Victoria w Gliwicach. W miarę rozwoju i rozszerzania programu festiwalu, a także po zmianie lokalizacji nazwa „Jazz w Ruinach” odnosi się do samej idei festiwalu, czyli prezentacji nowych zjawisk w muzyce i grafice. W przypadku każdej formy sztuki często nowe zjawiska były uznawane za koniec danej formy sztuki, a artyści propagujący nowe trendy często byli ignorowani lub wyśmiewani. Historia pokazuje, że ten koniec był początkiem czegoś nowego, co z czasem weszło do kanonu. Stąd tzw. ruiny (dawnych epok, stylistyk i gatunków) wydają się idealnym miejsce dla festiwalu nowych zjawisk i młodych twórców.
Druga kwestia była aktualna od samego początku festiwalu, czyli restauracja historycznych i postindustrialnych obiektów na Śląsku, ich rewitalizacja i ocalenie dla następnych pokoleń. Stąd idea by pojawiać się w takich przysłowiowych „ruinach” by zaszczepiać je młodzieńczą energią i mieć nadzieję na ich odrodzenie w nowych czasach i realiach, bardzo często w zupełnie nowej funkcji użytkowej.

## Festiwal
Na festiwal składają się:
- cztery dni koncertowe (piątek i sobota na początku sierpnia)
- osiem koncertów (każdego dnia odbywają się dwa koncerty)
- kilkudniowe warsztaty muzyczne
- wystawa plakatu i grafiki
- koncert uczniów PSM w Gliwicach oraz koncert po warsztatowy
- akcje w przestrzeni miejskiej
- klipy wideo tworzone z myślą o festiwalu lub dla uczestników festiwalu.